# Kahama (Tansania)
Kahama ist eine Stadt im Nordwesten von Tansania, in der Region Shinyanga.

## Geographie
Kahama hat 453.654 Einwohner (Stand 2022). Die Stadt liegt auf dem westlichen Plateau von Tansania, rund hundert Kilometer westlich der Regionshauptstadt Shinyanga in einer Seehöhe von 1237 Meter. Das Klima ist tropisch, Aw nach der effektiven Klimaklassifikation. Jährlich regnet es im Durchschnitt 932 Millimeter, in der Regenzeit von November bis April fallen monatlich mehr als 100 Millimeter Niederschlag. Die Monate Juni bis September sind sehr trocken. Die Durchschnittstemperatur liegt bei 22,8 Grad Celsius, am wärmsten ist es im Oktober mit 24,7 Grad, am kühlsten im Juli mit 21,3 Grad Celsius.

## Geschichte
Kahama wurde im Jahr 2010 ein eigenständiges Town Council. Die Einwohnerzahl stieg von 161.745 im Jahr 2002 auf 242.208 im Jahr 2012. Das entspricht einem jährlichen Wachstum von über vier Prozent und einer Verdoppelung alle 17 Jahre.
| Die größten ethnischen Gruppen sind die Sukuma, Sumbwa und die Nyamwezi. Von den über Fünfjährigen sprachen fast sechzig Prozent Swahili, vierzehn Prozent Swahili und Engisch, etwa ein Viertel waren Analphabeten (Stand 2012). | Hier fehlt eine Grafik, die leider im Moment aus technischen Gründen nicht angezeigt werden kann. Wir arbeiten daran! |

- Bildung: In Kahama Town gibt es 95 Grundschulen, wovon 23 privat geführt werden. In den 72 staatlichen Schulen werden 61.157 Schüler unterrichtet. Von den vorgesehenen 1410 Klassenlehrern sind 1016 vorhanden. In den privaten Schulen sind 6957 Schüler eingeschrieben. Von den 28 weiterführenden Schulen sind 15 staatlich und 13 privat (Stand 2017).[8]
- Gesundheit: Für die medizinische Versorgung der Bevölkerung stehen zwei Krankenhäuser, fünf Gesundheitszentren und 34 Apotheken zur Verfügung. Die häufigsten Krankheiten sind akute respiratorische Insuffizienz, Lungenentzündung und Malaria (Stand 2017).[9]
- Wasser: Im Jahr 2017 hatten rund zwei Drittel der Bevölkerung Zugang zu sicherem und sauberem Wasser.[10]

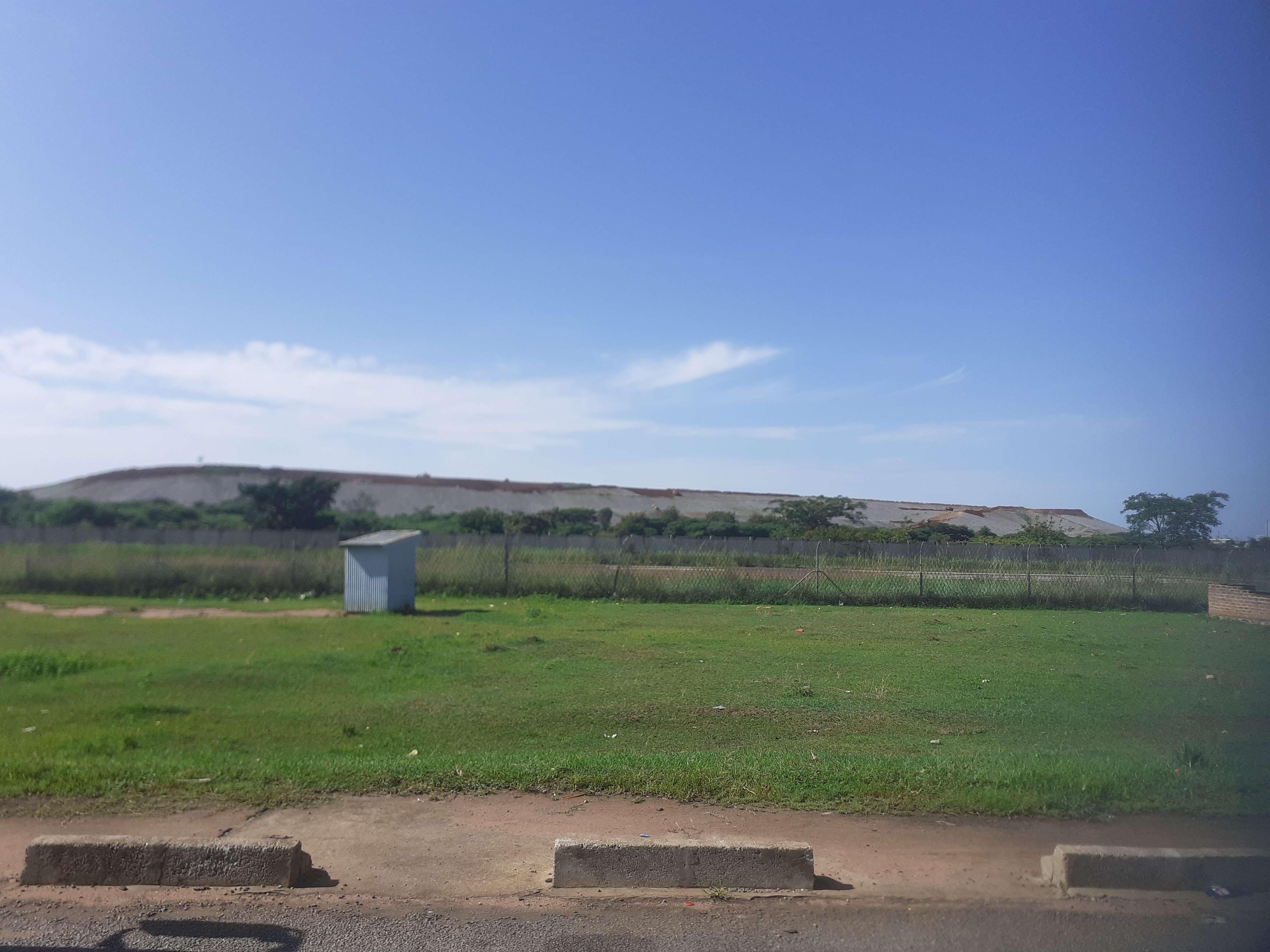
Buzwagi-Goldmine

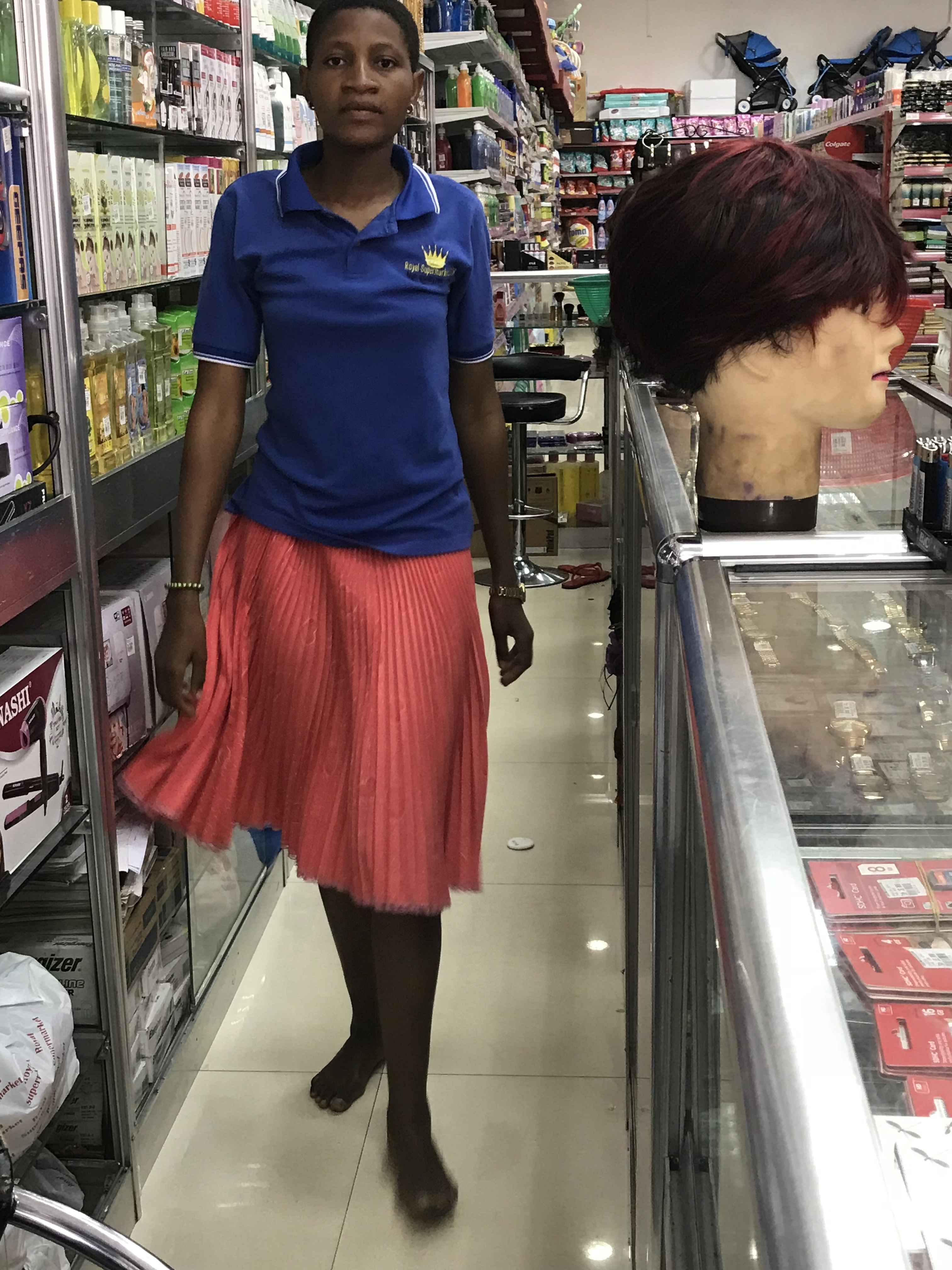
Supermarkt in Kahama

## Wirtschaft und Infrastruktur
Von der arbeitenden Bevölkerung waren etwa die Hälfte in der Landwirtschaft tätig, fast ein Fünftel im Handel und vier Prozent im Bergbau.
- Landwirtschaft: Für den Eigenbedarf werden Reis, Mais, Sonnenblumen, Maniok, Süßkartoffeln und Bohnen angebaut, für den Verkauf bestimmt sind Baumwolle und Erdnüsse. Daneben werden auch verschiedene Gemüsesorten kultiviert.[12]
- Bergbau: Am südöstlichen Stadtrand von Kahama wird in der Buzwagi-Mine Gold abgebaut. Die Firma African Barrick Gold kaufte die Mine im Jahr 2000 und nahm sie 2007 in Betrieb. Im Jahr 2011 wurden in Tansanias größten Tagebau-Bergwerk von 2000 Mitarbeitern 5572 Kilogramm Gold gewonnen.[13]
- Eisenbahn: Kahama ist vierzig Kilometer vom nächsten Bahnhof Isaka entfernt.[14] Dieser liegt an der TAZARA Bahnlinie Tabora – Mwanza.[15]
- Straße: Die wichtigste Straßenverbindung ist die Nationalstraße T3, die im Osten zur T8 und nach Singida führt und im Westen bis zur Grenze nach Ruanda.[16]

## Religion
Seit 1983 ist Kahama eine eigene römisch-katholische Diözese, die zur Erzdiözese Tabora gehört.